# Hallands Enskilda Banks byggnad
Hallands Enskilda Banks byggnad är en byggnad vid Storgatan, i hörnet mot Bankgatan, i Halmstad som uppfördes 1883.

## Hallands Enskilda Bank
Hallands Enskilda Bank bildades 1857 med säte i Halmstad. Den hade (1903) avdelningskontor i Falkenberg, Laholm och Varberg. Banken köptes 1905 av AB Göteborgs Bank.
Banken gav ut sedlar med valörerna 5, 10, 50 och 100 riksdaler riksmynt och från 1877 sedlar med valörerna 5, 10, 50 och 100 kronor. På sedlarna fanns ett stående lejon, Hallands landskapsvapen, som vinjett.

## Byggnaden
Hallands Enskilda Banks byggnad var Halmstads första bankpalats. Det ritades av August Wilhelm Belfrage och Wilhelm Franck och byggdes 1883-1884 i nyrenässans i fyra våningar som ett italienskt högrenässanspalats med ståtliga fasader i 
florentinsk stil. Under takfoten finns  halvskulpturer av små barn, som sysslar med olika kommersiella göromål. Skulpturerna är troligen speciellt utformade för bankhuset.
Göteborgs Bank flyttade 1925 in i den nyuppförda bankbyggnaden Brovakten 8 i hörnet Storgatan/Brogatan.